# 相席スタートの密会Midnight
『相席スタートの密会Midnight』（あいせきスタートのみっかいミッドナイト）は、2019年10月4日から2020年9月25日まで 文化放送で放送されていたお笑いコンビ・相席スタート（山﨑ケイ・山添寛）がパーソナリティを担当するラジオ番組である。

## 概要
お笑いコンビ・相席スタートの冠ラジオ番組。